# Hliðskjálf
A Hliðskjálf a norvég black metal, dark ambient zenekar Burzum hatodik nagylemeze. Az előző Burzum-albumok leginkább a black metal műfajt képviselték, viszont ez egy dark ambient album, az elődjével, a Dauði Baldrsszal együtt. Az album felvételeinek elkészítésére az akkor már börtönben lévő Varg Vikernes egy szintetizátort, a felvételhez pedig egy magnetofont használt. A börtönben nem volt engedélyezve más hangszer használata és birtoklása.

## Számlista
Az összes szám szerzője Varg Vikernes. 
| 1.    | Tuistos Herz            | 6:13 |
| 2.    | Der Tod Wuotans         | 6:43 |
| 3.    | Ansuzgardaraiwô         | 4:28 |
| 4.    | Die Liebe Nerþus'       | 2:14 |
| 5.    | Frijôs einsames Trauern | 6:15 |
| 6.    | Einfühlungsvermögen     | 3:55 |
| 7.    | Frijôs goldene Tränen   | 2:38 |
| 8.    | Der weinende Hadnur     | 1:16 |
| 33:42 |                         |      |

## Közreműködők
- Varg Vikernes – szintetizátor, felvétel, producer
- Tania Stene – borító
- Stephen O'Malley – design

## Fordítás
Ez a szócikk részben vagy egészben  a   Hliðskjálf című angol Wikipédia-szócikk fordításán alapul.  Az eredeti cikk szerkesztőit annak laptörténete sorolja fel. Ez a jelzés csupán a megfogalmazás eredetét és a szerzői jogokat jelzi, nem szolgál a cikkben szereplő információk forrásmegjelöléseként.